# پروانه لرستانی
پروانه لرستانی (نام علمی: Allancastria lourisitana) از گونه پروانه‌هایی است که در سال ۱۹۰۸ میلادی توصیف علمی شدند. لرستان در ایران زیستگاه این گونه‌است.